# IC 4309
IC 4309 је спирална галаксија у сазвјежђу Хидра која се налази на листи објеката дубоког неба у Индекс каталогу.
Деклинација објекта је - 29° 39' 47" а ректасцензија 13h 38m 50,0s. Привидна величина (магнитуда) објекта IC 4309 износи 14,7 а фотографска магнитуда 15,5. IC 4309 је још познат и под ознакама ESO 444-91, PGC 48250.